# والتر ریچلی
والتر ریچلی (انگلیسی: Walter Richli; ۲۸ آوریل ۱۹۱۳ – ۱۹۴۴ (۳۰−۳۱ سال)) دوچرخه‌سوار اهل سوئیس بود.